# Walgenbach (Ems)
Der Walgenbach ist ein acht Kilometer langer Bach im Flusssystem der Ems im Kreis Steinfurt im nördlichen Nordrhein-Westfalen. Er mündet zwischen Saerbeck und Emsdetten von links und Süden in den Mittellauf der Ems. Die Quelle des Walgenbaches liegt unweit des ehemaligen Max-Clemens-Kanals im Ortsteil Reckenfeld der Stadt Greven. 

## Geschichte
Der Walgenbach wurde 1919 zur Entwässerung des Ortes Reckenfeld, damals noch ein ehemaliges Munitionsdepot, errichtet und entwässert bis heute die vier Blöcke des Ortsteils Reckenfeld zur Ems hin. Der Walgenbach ist ein Gewässer II. Ordnung mit einem Trapezprofil, einer steilen Böschung, einem hohen Nährstoffeintrag und mit wenig Beschattung. Darüber hinaus wurde er in den 1950er Jahren künstlich ausgebaut und zu weiten Teilen begradigt. Aufgrund der Begradigung des Walgenbachs gibt es intern der Technischen Betriebe Greven bereits seit 2009 Gespräche über einen Ausbau und eine Renaturierung des Walgenbaches. Dafür sind ungefähr 2 Millionen Euro vorgesehen. Jedoch kam es aufgrund von Beschwerden einiger Anwohner zu Verzögerungen. Seit 2013 kommunizieren die Technischen Betriebe Greven mit den Anwohnern, um den Ausbau dennoch durchführen zu können. Ursprünglich war der Plan, bis 2020 mit dem Bau der Renaturierungsmaßnahme zu beginnen, als 2014 konkrete Pläne zur Renaturierung und zur Anlegung eines Naherholungsgebiets inklusive Fuß- und Radfahrweg zur Verbindung der Ortsteile veröffentlicht wurden. Bis ins Jahr 2022 hat jedoch keine Baumaßnahme starten können, jedoch sind die Technischen Betriebe Greven immer noch in Gesprächen und in der Planung.
Nachdem die Stadt Greven und besonders der Ortsteil Reckenfeld am 28. August 2010 vom Tief Cathleen betroffen waren, trat der Walgenbach aufgrund zu großer Wassermassen über seine Ufer und überflutete die östlichen (Wohn-)Gebiete Reckenfelds.